# Carnegie Medal

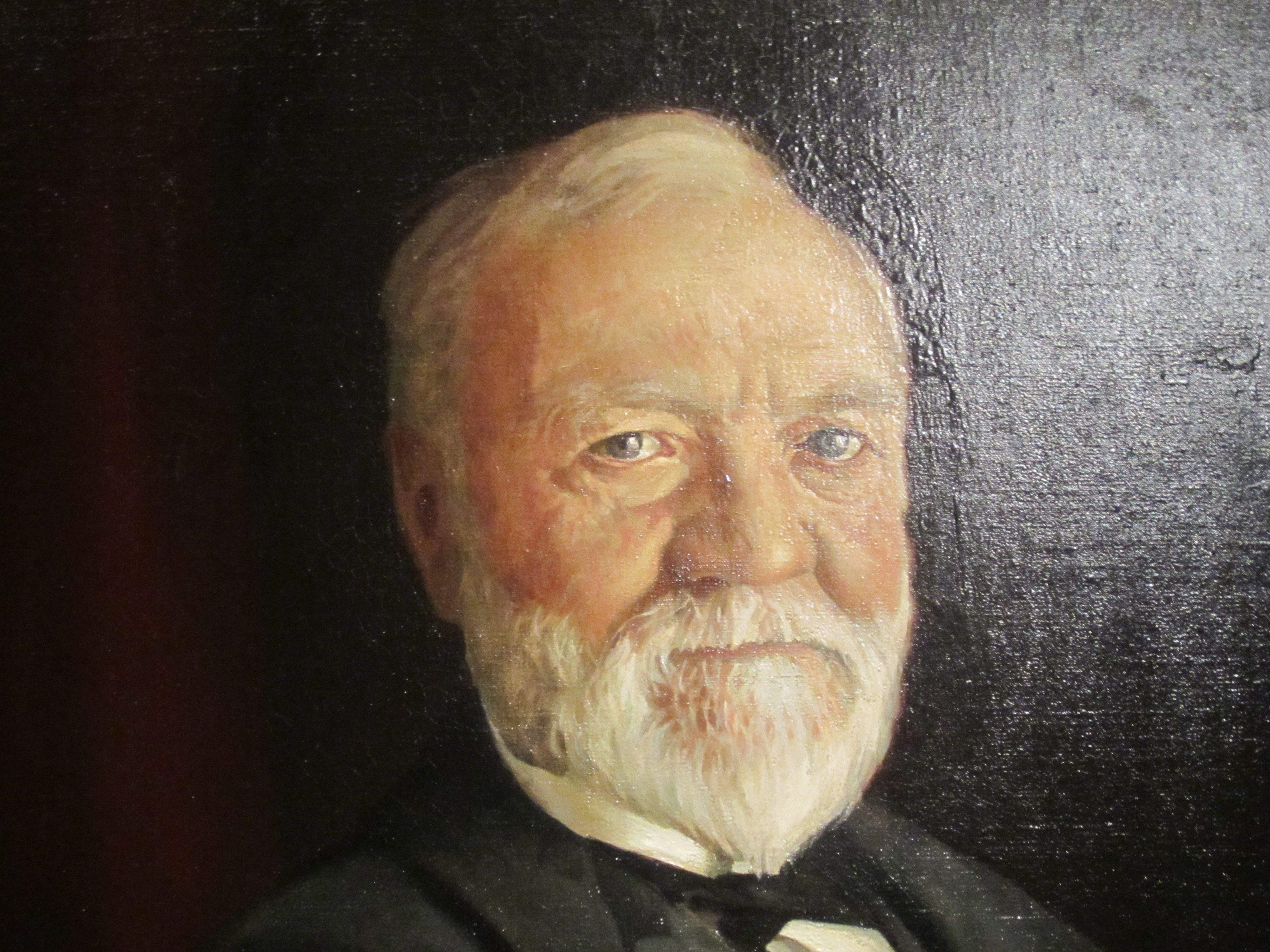
Portrét Andrewa Carnegieho

Carnegie Medal in Literature (Carnegieho medaile za literaturu) je britské ocenění za knihu pro děti a mládež, založené roku 1936 na počest skotského filantropa Andrewa Carnegieho.
Cena je vyhlašována vždy v červenci za předcházející rok. Vítěz dostává zlatou medaili a knihy v hodnotě £500, které posléze daruje nějaké škole nebo veřejné knihovně.

## Historie ceny
Carnegieho medaile za literaturu je cena, která je udělována každoročně od roku 1936 na památku velkého skotského filantropa Andrewa Carnegie žijícího v letech 1835 až 1919. Carnegie byl průmyslník, jenž zbohatnul v USA díky oceli. Jeho zážitky s knihovnami v dětském věku ho vedly k myšlence, že "pokud někdy zbohatne, měly by mé peníze být použity na vytvoření bezplatných knihoven." Andrew Carnegie založil více než 2 800 knihoven v anglicky mluvících oblastech světa. V době jeho smrti, tvořily Carnegie knihovny více než polovinu knihoven ve Velké Británii.
V roce 1935, u příležitosti stého výročí narození Andrewa Carnegie, se uskupení The Library Association rozhodlo, že vznik britské knižní ceny na jeho počest bude vhodnou vzpomínkou. Došlo ke zřízení výboru na uskutečnění tohoto kroku.
W.C.Berwick, jenž byl hlavním knihovníkem v knihovně Croydon, propagoval myšlenku vzniku ocenění pro dětské knihy už od roku 1931. S vědomím toho, že se v USA udělovala cena pro dětskou literaturu od roku 1922, bylo doporučení výboru pro každoroční udělování zlaté medaile za dětskou knihu přijato 2. dubna 1936.
V raném období ocenění Carnegie Medal byl výbor ceny pod kontrolou a správou Library Association. V roce 1968 se Library Association rozhodla udělat experiment na 1 rok v tom, že výběr vítězů provede Youth Libraries Group. Z tohoto experimentu vznikl moderní formát této ceny.
Chartered Institute of Library and Information Professionals (CILIP) tvoří CKG Working Party, která ocenění spravuje ve spolupráci s Youth Libraries Group, jenž je odpovědná za výběr poroty a předsedy poroty. Nominace knih na tzv.long list se účastní všichni členové CILIPu.
Jedinečnost Carnegie Award je v tom, že se jedná o jedinou cenu za dětskou literaturu ve Velké Británii o které rozhodují knihovníci.

## Způsob nominace knih
Knihy mohou nominovat členové Chartered Institute of Library and Information Professional (CILIP), buď osobně nebo přes místní autoritu nebo přes regionální pobočku či přes Special Interest Group. Nominace mohou být podány elektronicky pomocí online formuláře. Tištěný formulář pro nominaci vychází v zářijovém čísle časopisu CILIP's Library and Information Gazette.
Až 2 tituly mohou být nominovány s přiloženým podpůrným prohlášením obsahujícím 30 až 50 slov. Podpůrné prohlášení by mělo být shrnutím toho, co činí nominovanou knihu vynikající z pohledu čtenáře a zdůraznit silné stránky knihy podle kritérií Carnegie. Nemělo by se jednat o jednoduché převyprávění obsahu knihy.
Chartered Institute of Library and Information Professional (CILIP) má okolo 24 000 členů, pracujících v byznysu, průmyslu, školství, místní a státní správě, zdravotnictví, dobrovolnickém sektoru a v národních a veřejných knihovnách. Youth Libraries Group (YLG), což je jedna ze specializovaných skupin CILIPu se zaměřením na literaturu pro mládež, čítá přes 3000 členů. Sbor poroty tvoří 12 knihovníků z dětských knihoven, kteří jsou členy YLG. Vítěz obdrží zlatou medaili a 500 liber na nákup knih, jež může darovat vybrané knihovně.

## Podmínky nominace na Carnegie Award
Kniha musí být napsána v angličtině. Kniha musí být původně vydána s určením pro děti a mládež.V případě elektronických knih a povídek, které byly vydány v časopise nebo jinak, by mělo být považováno za datum vydání datum, kdy je dílo zveřejněno jako celek. Ceny se mohou účastnit všechny druhy knih pro děti a mládež. Vítězný autor se může se svojí další knihou znovu účastnit ocenění. V ocenění Carnegie Medal by měla zvítězit kniha s vynikající literární kvalitou.Celé dílo by mělo poskytnout nejen povrchní potěšení z dobrého četby, ale také hlubší podvědomou spokojenost během čtení a opravdový zážitek, který v člověku zůstane i po přečtení knihy.

### Další kritéria

#### Děj
Má kniha dobře vystavěný děj? Má autor vládu nad dějem, dělá konečná a dobrá rozhodnutí? Dějí se události, ne nutně logicky, ale přijatelně v rámci hranic stanovených dějem (zápletkou)? Je konečné vyústění zápletky důvěryhodné ve vztahu ke zbývajícím částem knihy?

#### Charakteristika postav
Vystupují v knize věrohodné a přesvědčivé postavy? Dochází k vývinu postav v průběhu knihy? Ovlivňují se postavy navzájem přesvědčivě? Je chování postav a řeč v souladu s jejich zázemím a prostředím, ve kterém žijí? Jsou postavy dostatečně efektivně odhaleny prostřednictvím vyprávění, dialogu, akce, vnitřního dialogu a prostřednictvím myšlenek a reakce ostatních postav?

#### Styl
Používá autor vhodný styl pro toto téma? Podařilo se autorovi vytvořit náladu a jak se hodí k danému tématu? Dochází k efektní spolupráci mezi dialogem a vyprávěním? Používá autor úspěšně literární techniky a postupy?Používá autor efektivně jazyk v tvorbě atmosféry, postav, akce atd? Pokud jsou použity rým nebo rytmus je jejich použití dokonalé a nápadité? V případě předložení faktických informací, jsou tyto informace předloženy přesně a jasně?

## Laureáti
Do roku 2005 se letopočty vztahovaly k datu vydání knihy (cena byla udělena vždy následující rok), od roku 2007 jde o letopočet udělení ceny.
- 1936 – Arthur Ransome, Holubí pošta (Pigeon Post), Cape
- 1937 – Eve Garnett, The Family from One End Street, Muller
- 1938 – Noel Streatfeild, The Circus is Coming, Dent
- 1939 – Eleanor Doorly, Radium Woman, Heinemann
- 1940 – Kitty Barne, Visitors from London, Dent
- 1941 – Mary Treadgold, We Couldn't Leave Dinah, Cape
- 1942 – 'B.B.' (D. J. Watkins-Pitchford), The Little Grey Men, Eyre & Spottiswoode
- 1943 – cena nebyla udělena, žádná kniha nebyla shledána vhodnou k ocenění
- 1944 – Eric Linklater, The Wind on the Moon, Macmillan
- 1945 – cena nebyla udělena, žádná kniha nebyla shledána vhodnou k ocenění
- 1946 – Elizabeth Goudge, The Little White Horse, University of London Press
- 1947 – Walter De La Mare, Collected Stories for Children
- 1948 – Richard Armstrong, Zakleté moře  (Sea Change), Dent
- 1949 – Agnes Allen, The Story of Your Home, Faber
- 1950 – Elfrida Vipont Foulds, The Lark on the Wing, OUP
- 1951 – Cynthia Harnett, The Woolpack, Methuen
- 1952 – Mary Norton, The Borrowers, Dent
- 1953 – Edward Osmond, A Valley Grows Up
- 1954 – Ronald Welch (Felton Ronald Oliver), Knight Crusader, OUP
- 1955 – Eleanor Farjeonová, The Little Bookroom, OUP
- 1956 – C. S. Lewis, Poslední bitva (The Last Battle), Bodley Head
- 1957 – William Mayne, A Grass Rope, OUP
- 1958 – Philippa Pearce, Tom's Midnight Garden, OUP
- 1959 – Rosemary Sutcliff, The Lantern Bearers, OUP
- 1960 – Dr. I. W. Cornwall, The Making of Man, Phoenix House
- 1961 – Lucy M. Boston, A Stranger at Green Knowe, Faber
- 1962 – Pauline Clarke, The Twelve and the Genii, Faber
- 1963 – Hester Burtonová, Time of Trial, OUP
- 1964 – Sheena Porter, Nordy Bank, OUP
- 1965 – Philip Turner, The Grange at High Force, OUP
- 1966 – cena nebyla udělena, žádná kniha nebyla shledána vhodnou k ocenění
- 1967 – Alan Garner, The Owl Service, Collins
- 1968 – Rosemary Harris, The Moon in the Cloud, Faber
- 1969 – K. M. Peyton, The Edge of the Cloud, OUP
- 1970 – Leon Garfield & Edward Blishen, The God Beneath the Sea, Longman
- 1971 – Ivan Southall, Josh, Angus & Robertson
- 1972 – Richard Adams, Daleká cesta za domovem (Watership Down), Rex Collings
- 1973 – Penelope Lively, The Ghost of Thomas Kempe, Heinemann
- 1974 – Mollie Hunter, The Stronghold, H Hamilton
- 1975 – Robert Westall, The Machine Gunners, Macmillan
- 1976 – Jan Mark, Thunder and Lightnings, Kestrel
- 1977 – Gene Kemp, The Turbulent Term of Tyke Tiler, Faber
- 1978 – David Rees, The Exeter Blitz, H Hamilton
- 1979 – Peter Dickinson, Tulku, Gollancz
- 1980 – Peter Dickinson, City of Gold, Gollancz
- 1981 – Robert Westall, The Scarecrows, Chatto & Windus
- 1982 – Margaret Mahy, The Haunting, Dent
- 1983 – Jan Mark, Handles, Kestrel
- 1984 – Margaret Mahy, The Changeover, Dent
- 1985 – Kevin Crossley-Holland, Storm, Heinemann
- 1986 – Berlie Doherty, Granny was a Buffer Girl, Methuen
- 1987 – Susan Price, The Ghost Drum, Faber
- 1988 – Geraldine McCaughrean, A Pack of Lies, OUP
- 1989 – Anne Fine, Goggle-eyes, H Hamilton
- 1990 – Gillian Cross, Wolf, OUP
- 1991 – Berlie Doherty, Dear Nobody, H Hamilton
- 1992 – Anne Fine, Flour Babies, H Hamilton
- 1993 – Robert Swindells, Stone Cold, H Hamilton
- 1994 – Theresa Breslin, Whispers in the Graveyard, Methuen
- 1995 – Philip Pullman, Světla Severu (Northern Lights), Scholastic
- 1996 – Melvin Burgess, Herák (Junk), Andersen Press
- 1997 – Tim Bowler, River Boy, OUP
- 1998 – David Almond, Tajemný Skellig (Skellig), Hodder
- 1999 – Aidan Chambers, Postcards From No Man's Land, Bodley Head
- 2000 – Beverley Naidoo, The Other Side of Truth, Puffin
- 2001 – Terry Pratchett, Úžasný Mauric a jeho vzdělaní hlodavci (The Amazing Maurice and his Educated Rodents), Doubleday
- 2002 – Sharon Creech, Ruby Holler, Bloomsbury
- 2003 – Jennifer Donnelly, A Gathering Light, Bloomsbury
- 2004 – Frank Cottrell Boyce, Millions, Macmillan
- 2005 – Mal Peet, Tamar, Walker Books
- 2007 – Meg Rosoffová, S osudem v zádech (Just in Case), Penguin
- 2008 – Philip Reeve, Here Lies Arthur, Scholastic
- 2009 – Siobhan Dowd, Bog Child, David Fickling Books
- 2010 – Neil Gaiman, Kniha hřbitova (The Graveyard Book), Bloomsbury
- 2011 – Patrick Ness, Monsters of Men, Walker Books
- 2012 – Patrick Ness, A Monster Calls, Walker Books
- 2013 – Sally Gardner, Maggot Moon, Hot Key Books
- 2014 – Kevin Brooks, The Bunker Diary, Puffin
- 2015 – Tanya Landman, Buffalo Soldier, Walker
- 2016 – Sarah Crossan, One, Bloomsbury
- 2017 – Ruta Sepetysová, Salt to the Sea, Puffin
- 2018 – Geraldine McCaughreanová, Where the World Ends, Usborne Publishing
- 2019 – Elizabeth Acevedová[1], The Poet X, HarperTeen
- 2020 – Anthony McGowan, Lark, Barrington Stoke